# Liga de los Comunistas de Montenegro
La Liga de los Comunistas de la República Socialista de Montenegro ( en serbocroata: Savez komunista Crne Gore   , SKCG) fue la rama montenegrina de la Liga de Comunistas de Yugoslavia, el único partido legal de Yugoslavia desde 1945 hasta 1990. Bajo una constitución de 1974 SFR Yugoslavia, se delegaron mayores poderes a las diversas ramas a nivel de república.

## Historia
La liga se llamaba originalmente como el Partido Comunista de Montenegro ( en serbocroata: Komunistička partija Crne Gore   , KPCG). En 1952, el Partido Comunista de Montenegro pasó a llamarse Liga de Comunistas de Montenegro en consonancia con el cambio de nombre del partido a nivel federal yugoslavo.

### Disolución
A principios de la década de 1990, el colapso del comunismo y las crecientes tensiones étnicas entre las repúblicas yugoslavas llevaron a la ruptura del partido federal .
El 22 de junio de 1991, la rama montenegrina de la Liga se disolvió formalmente y su sucesor directo se convirtió en el recién creado Partido Demócrata de los Socialistas (DPS). En esencia, el nuevo partido continuó justo donde lo dejó el anterior, ya que todos sus miembros permanecieron iguales.

## Presidentes del Comité Central de la Liga de los Comunistas de la RS de Montenegro
| N.º                            | Imagen                         | Nombre                         | Desde                          | Hasta                          |
| Secretarios del Comité Central | Secretarios del Comité Central | Secretarios del Comité Central | Secretarios del Comité Central | Secretarios del Comité Central |
| ------------------------------ | ------------------------------ | ------------------------------ | ------------------------------ | ------------------------------ |
| 1                              |                                | Blažo Jovanović                | Mayo de 1943                   | 29 de junio de 1963            |
| 2                              |                                | Đorđije Pajković               | 29 de junio de 1963            | 14 de diciembre de 1968        |
| 3                              |                                | Veselin Đuranović              | 14 de diciembre de 1968        | 21 de marzo de 1977            |
| 4                              |                                | Vojo Srzentić                  | 21 de marzo de 1977            | 1 de julio de 1982             |
| 5                              |                                | Dobroslav Ćulafić              | 1 de julio de 1982             | Mayo de 1984                   |
| 6                              |                                | Vidoje Žarković                | Mayo de 1984                   | 30 de julio de 1984            |
| 7                              |                                | Marko Orlandić                 | 30 de julio de 1984            | Mayo de 1986                   |
| 8                              |                                | Miljan Radović                 | Mayo de 1986                   | 11 de enero de 1989            |
| 9                              |                                | Milica Pejanović               | 26 de abril de 1989            | 28 de abril de 1989            |
| 10                             |                                | Momir Bulatović                | 28 de abril de 1989            | 4 de febrero de 1990           |

## Nuevo partido comunista
En 1993 se fundó un nuevo partido, la Liga de Comunistas de Montenegro. Más tarde ese grupo se unió a otros grupos comunistas para formar la Liga de Comunistas de Yugoslavia - Comunistas de Montenegro que obtuvo 2.343 (0,69%) votos en las elecciones de 2006 y 1.595 (0,49%) votos en las elecciones de 2009 . En 2009, este partido se fusionó con los 'Comunistas Yugoslavos de Montenegro para formar el Partido Comunista Yugoslavo de Montenegro, un partido no parlamentario que logró obtener 1 escaño en la Asamblea Municipal de Plužine.